# Södra Gäddtjärnen, Närke
Södra Gäddtjärnen är en sjö i Örebro kommun i Närke och ingår i Göta älvs huvudavrinningsområde.